# Peaks & Valleys
Peaks & Valleys è il terzo album in studio da solista del cantante australiano Colin Hay, pubblicato nel 1992.

## Tracce
1. Into the Cornfields – 3:56
2. She Keeps Me Dreaming – 3:47
3. Can't Take This Town – 3:25
4. Walk Amongst His Ruins – 3:29
5. Hold Onto My Hand – 4:54
6. Keep on Walking – 2:28
7. Dream On – 5:16
8. Boy Boy – 2:16
9. Conversation – 3:13
10. Melbourne Song – 2:44
11. Sometimes I Wish – 6:26
12. Go Ask an Old Man – 2:54
13. Sea Dogs – 3:27